# Kontrollratsgesetz Nr. 35
Das Kontrollratsgesetz Nr. 35 vom 20. August 1946 (in Kraft getreten am 26. August 1946) ist ein Kontrollratsgesetz, das dem Arbeitsrecht zuzuordnen ist. Es regelt verschiedene Verfahren zur außergerichtlichen Beilegung von Arbeitsstreitigkeiten.

## Geschichte
Im nationalsozialistischen Deutschland waren grundlegende Freiheiten wie Tarifautonomie oder Koalitionsfreiheit durch das Gesetz zur Ordnung der nationalen Arbeit außer Kraft gesetzt worden; an ihre Stelle traten vom Gesetzgeber verordnete Tarifordnungen. Nach dem Krieg waren diese Tarifordnungen bedeutungslos geworden (auch wenn das genannte Gesetz erst mit dem Kontrollratsgesetz Nr. 40 zum 1. Januar 1947 formal aufgehoben wurde) und es bildete sich wieder eine freie Arbeitswirtschaft.
Der Alliierte Kontrollrat erkannte früh, dass mögliche Arbeitskämpfe eine Gefahr für den Wiederaufbau des zerstörten Deutschlands bilden könnten und erließ in Voraussicht das Kontrollratsgesetz Nr. 35. Dieses regelte im Einzelnen drei Verfahren:
- In einem Tarifvertrag konnte eine außergerichtliche Streitbeilegung geregelt werden.
- Ein staatliches Schlichtungsverfahren wurde eingeführt, in dem ein Vermittler Streitigkeiten zwischen Arbeitgeber und Arbeitnehmer gütlich beizulegen versuchte.
- Schließlich wurde für alle Streitigkeiten, die nicht in die Zuständigkeit der Arbeitsgerichte fielen und nicht durch eine der obengenannten Verfahren beigelegt wurden, ein staatliches Schiedsverfahren eingeführt, das jedoch für die Parteien nicht bindend ist und dessen Entscheidungen nur mit ausdrücklicher Zustimmung durch die Parteien Rechtskraft erlangen. Eine Ausnahme galt nur für Streitigkeiten, die die Interessen der alliierten Besatzungsmächte berührten.

Das genaue Verfahren war im Gesetz nicht geregelt und eine entsprechende Regelung den deutschen Ländern vorbehalten, die hierzu Durchführungsverordnungen erließen. Hierzu kam es in allen Bundesländern außer Hessen, Bayern und den Stadtstaaten Bremen und Hamburg. Das Land Rheinland-Pfalz erließ stattdessen am 30. März 1949 ein eigenes Landesgesetz zum arbeitsrechtlichen Schlichtungsverfahren, das auch, entsprechend der Schlichtungsverordnung der Weimarer Republik, Schiedssprüche gegen den Willen der Parteien ermöglichte. Das Land Baden folgte am 19. Oktober 1949. Dieses Gesetz gilt bis heute für das Gebiet Südbadens innerhalb des Landes Baden-Württemberg, nachdem der Landtag von Baden-Württemberg es im Jahr 1956 ablehnte, das Gesetz aufzuheben.
Formell galt das Kontrollratsgesetz Nr. 35 auch auf dem Gebiet der sowjetischen Besatzungszone bzw. der DDR; einige Länder erließen sogar auch dort Durchführungsverordnungen, wegen der sozialistischen Struktur konnte das Verfahren aber dort nicht zur Anwendung kommen.

## Geltung des Kontrollratsgesetzes Nr. 35 heute
Das Kontrollratsgesetz Nr. 35 ist das einzige der Kontrollratsgesetze, das bis heute als Bundesrecht weitergilt. Alle Gesetze, mit denen alte Vorschriften aus der Zeit der deutschen Besatzung aufgehoben wurden, zuletzt das Gesetz zur Bereinigung des Besatzungsrechts, nahmen dieses Kontrollratsgesetz ausdrücklich aus.
Das Verfahren nach Kontrollratsgesetz Nr. 35 hat allerdings heute nur noch eine völlig untergeordnete Bedeutung. Nach Angaben des Bundesministeriums für Arbeit und Soziales fanden im Zeitraum von 1988 bis 1995 lediglich 50 Schlichtungsverfahren nach dem Kontrollratsgesetz Nr. 35 statt; im gleichen Zeitraum wurden 60.000 Tarifverträge abgeschlossen.
Das Kontrollratsgesetz Nr. 35 entfaltet somit weiterhin Geltung auf dem gesamten Gebiet der Bundesrepublik Deutschland – mit Ausnahme von Südbaden, Berlin (West) und dem Saarland. Für das Gebiet des damaligen Landes Baden wurde das Gesetz aufgrund der bestehenden landesrechtlichen Regelung durch Gesetz Nr. A-1 der Alliierten Hohen Kommission vom 9. Februar 1950 aufgehoben. Das Abgeordnetenhaus von Berlin hob das Gesetz im Jahr 1958 durch das Gesetz zur Aufhebung des Besatzungsrechts für das Gebiet von Berlin (West) auf; die zugehörige Durchführungsverordnung, die Anordnung über Verfahrensregeln zum Gesetz Nr. 35 des Alliierten Kontrollrats über Ausgleichs- und Schiedsverfahren in Arbeitsstreitigkeiten vom 28. Juni 1949 wurde erst im Jahr 2005 im Rahmen einer Rechtsbereinigung aufgehoben. Im Saarland gilt das Kontrollratsgesetz Nr. 35 deshalb nicht, weil das Saarland nicht zum besetzen Deutschland gehörte und das Gesetz nach dem Beitritt des Saarlandes zur Bundesrepublik zu keinem Zeitpunkt auf dessen Gebiet ausgeweitet wurde.